# 黄陂南路
黄陂南路是上海市黄浦区的一条街道，南北走向，北起延安东路接黄陂北路，南至徐家汇路。长1853米，宽12.5米到15米。
黄陂南路最初名为峨嵋山路，由上海法租界公董局修筑于1901年。1906年，公董局将其改名为贝勒路（Rue Amiral Bayle），得名于法国海军军官名。1920年，在今兴业路、黄陂南路建有砖木结构二层住宅25幢
的旧式石库门里弄，称為树德里。贝勒路树德里為現今黃陂南路374弄。1943年汪精卫政府接收租界，以湖北省黄陂县将其改名为南黄陂路。1946年改名黄陂南路。湖北省黄陂县是中華民国大总统黎元洪的故乡。许多城市有黄陂路，均是为了纪念黎元洪。
黄陂南路沿路传统上多为里弄住宅，如596弄梅兰坊。

## 轨道交通
上海轨道交通1号线和上海轨道交通14号线在黄陂南路和淮海中路口设有一大会址·黄陂南路站。上海轨道交通10号线和上海轨道交通13号线在黄陂南路和复兴中路口以西设有一大会址·新天地站。上海轨道交通九号线和上海轨道交通十三号线在黄陂南路和建国东路、徐家汇路口设有马当路站。

## 交会道路（北向南）
- 延安东路
- 宁海西路
- 金陵中路、金陵西路
- 淮海中路
- 兴安路
- 太仓路
- 湖滨路
- 兴业路
- 自忠路
- 复兴中路
- 合肥路
- 建国东路
- 永年路
- 徐家汇路